# Dödmantjärnen, Norrbotten
Dödmantjärnen är en sjö i Älvsbyns kommun i Norrbotten och ingår i Piteälvens huvudavrinningsområde.